# Нужный, Вячеслав Александрович
Вячеслав Александрович Нужный (укр. В'ячеслав Олександрович Нужний; род. 14 мая 1975, Киев) — украинский футболист, полузащитник.

## Биография
Футболом начинал заниматься в киевском РВУФК. В период с 1992 по 1994 года выступал во второй и третьей командах «Динамо». Не сумев закрепиться в составе киевлян, Вячеслав в 1997 году перешёл в команду соседней Бородянки — «Систему-Борэкс». За два с половиной сезона провёл в команде второй лиги 59 матчей, забил 6 голов.
В 1998 году выступал в российских клубах первого и второго дивизиона — «Спартак» (Луховицы) и «Локомотив» (Чита), но закрепиться в России также не сумел.
В следующем году переходит в клуб-аутсайдер высшей лиги Украины — СК «Николаев». Дебют в высшей лиге 13 марта 1999 года в игре против львовских «Карпат» (1:5). В николаевской команде проводит 5 лет. Наивысшее достижение — 4-е место в первой лиге в сезоне 2000/01. В том сезоне Вячеслав забил 7 мячей, разделив с Мазуренко и Дерипапой звание лучшего бомбардира команды. Всего за николаевскую команду сыграл 135 матчей, забил 16 голов, был пенальтистом и капитаном команды.
Завершил карьеру в 2005 году в Бородянке, команда которой к тому времени стала называться «Освита».
В 2006 году выступал в чемпионате АЛФУ за любительскую команду Киевской области «Грань» (Бузовая).